# Lazareti
Lazareti är en serie av tio sammanbyggda och halliknande byggnader i Dubrovnik i Kroatien. De uppfördes åren 1590-1642 och tjänade ursprungligen som karantänsbyggnad i den forna republiken Dubrovnik. Lazareti uppfördes som en preventiv hälsoåtgärd för att skydda republikens invånare från smittsamma sjukdomar och är belägna cirka 300 meter öster om Gamla stan och Dubrovniks ringmur. Idag hyser byggnaderna Lazaretis konstverkstad, det lokala städ- och sanitetsbolaget Sanitat Dubrovnik och den ideella humanitära fredsföreningen Deša.

## Historik och bakgrund
Dubrovnik var under medeltiden en viktig hamnstad som mottog gods och besöktes av människor från när och fjärran. Den 27 juli 1377 fattade republikens Stora råd som först i världen ett beslut om att införa karantän som en åtgärd mot införsel och spridning av smittsamma sjukdomar, i synnerhet pesten. Beslutet offentliggjordes i den så kallade Gröna boken (Liber viridis) under titeln Veniens de locis pestiferis non intret Ragusium nel districtum (Den som kommer från infekterade områden får inte komma in i Dubrovnik eller dess område). Det beslutades att lokalbefolkning och främlingar från infekterade områden var tvungna att tillbringa trettio dagar på öarna Mrkan, Bobara och Supetar vid Cavtat innan de fick komma in i staden. År 1397 skärptes karantänsbestämmelserna. Då beslutades att främlingar och deras fartyg inte fick närma sig Dubrovnik i en radie som sträckte sig väster om Molunat och öster om Mljet förrän de varit i karantän på endera Mrkan eller Mljet. 
På grund av avståndet och av strategiska skäl kom karantänen under 1400-talet att flyttas närmare Dubrovnik. År 1430 lät republikens myndigheter provisoriskt göra om några hus vid Danče väster om staden till karantänsbyggnader. År 1457 uppfördes en permanent karantänsbyggnad och en kyrka på platsen. Den nya organisationen innebar att karantänerna på öarna vid Cavtat definitivt kunde avslutas. År 1533 påbörjades uppförande av en karantänsbyggnad på Lokrum. Bygget avslutades dock inte och byggnaden kom aldrig att användas som karantänsbyggnad. 
I slutet av 1500-talet fattades beslutet att uppföra en karantänsbyggnad närmare staden (dagens Lazareti). Byggnationen började år 1590. Ut- och tillbyggnation skulle fortgå till år 1642. Varaktigheten av karantänen förlängdes från trettio till fyrtio dagar och karantänsbestämmelsernas efterlevnad övervakades av speciell sjukvårdspersonal.
Under den franska ockupationen av Dubrovnik åren 1808-1814 grundande fransmännen en hälsoskyddskommission vars verksamhet var förlagd i Lazareti. Hälsoskyddskommissionens arbete skulle fortgå under den österrikiska administrationen åren 1815-1918 och idag har det lokala städ- och sanitetsbolaget sitt huvudkontor i Lazareti.